# Grupa heteroarylowa
Grupa heteroarylowa, potocznie heteroaryl lub hetaryl – grupa funkcyjna pochodząca od heteroarenu (aromatycznego związku heterocyklicznego) po odjęciu z pierścienia aromatycznego jednego atomu wodoru. Reakcje, w których dochodzi do wprowadzenia takiej grupy do cząsteczki związku chemicznego, nazywane są heteroarylowaniem.
Choć grupami arylowymi nazywane są przeważnie tylko te wywodzące się od arenów, niekiedy nazwę tę stosuje się również do grup heteroarylowych.

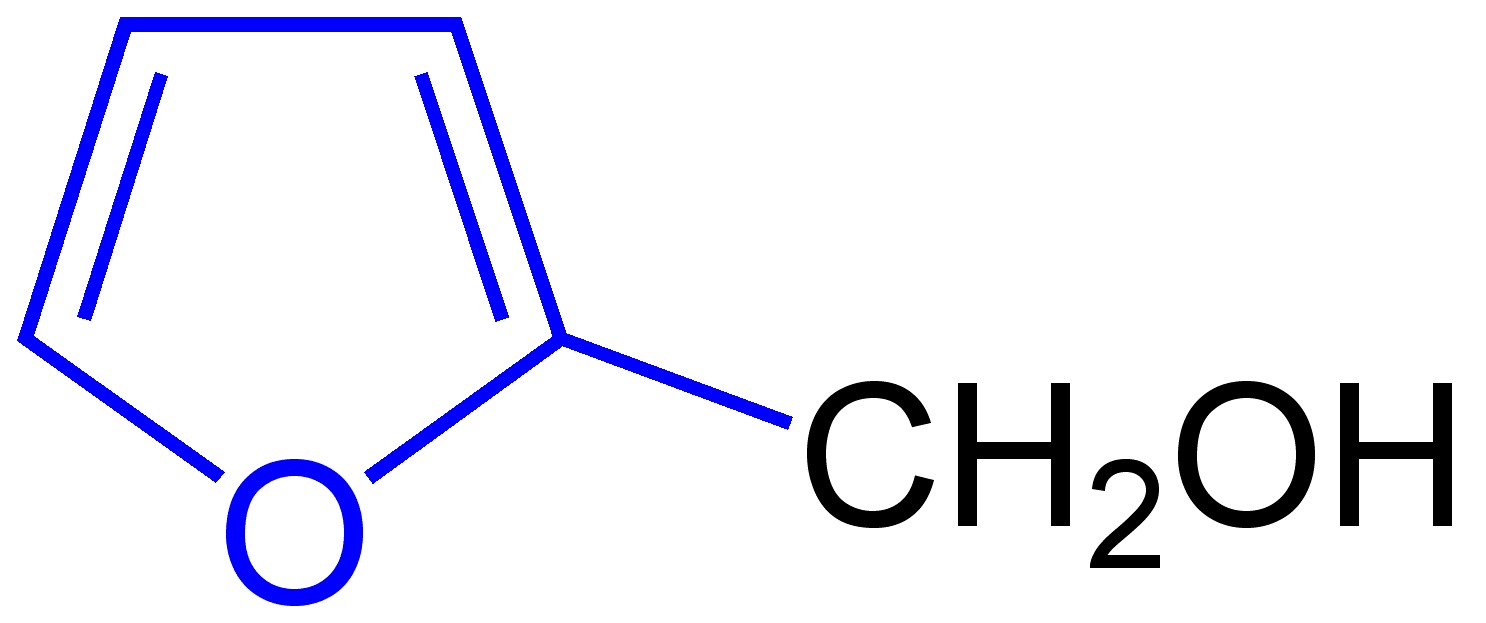
grupa 2-furylowa w 2- (hydroksymetylo)furanie
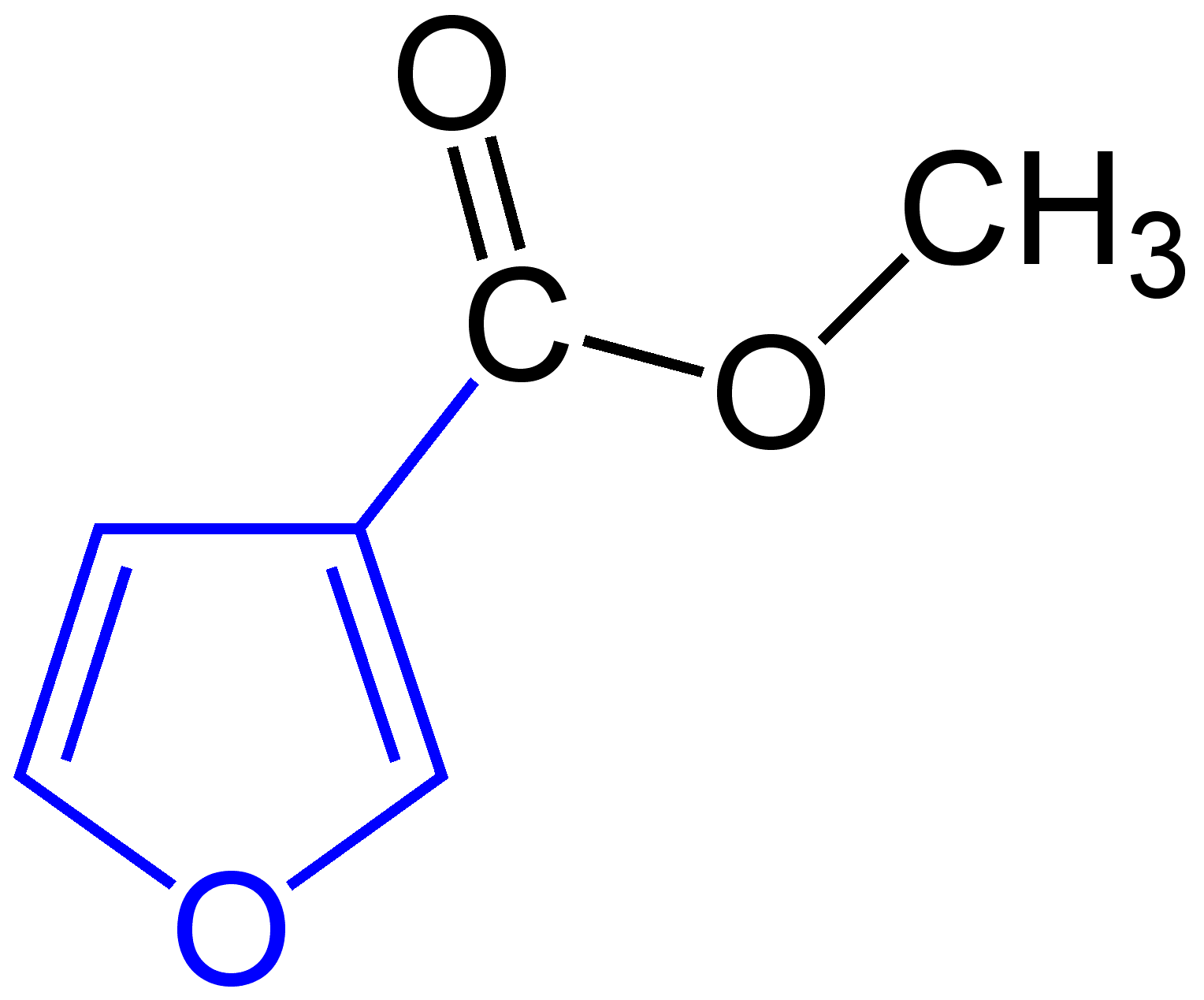
grupa 3-furylowa w furano-3-karboksylanie metylu
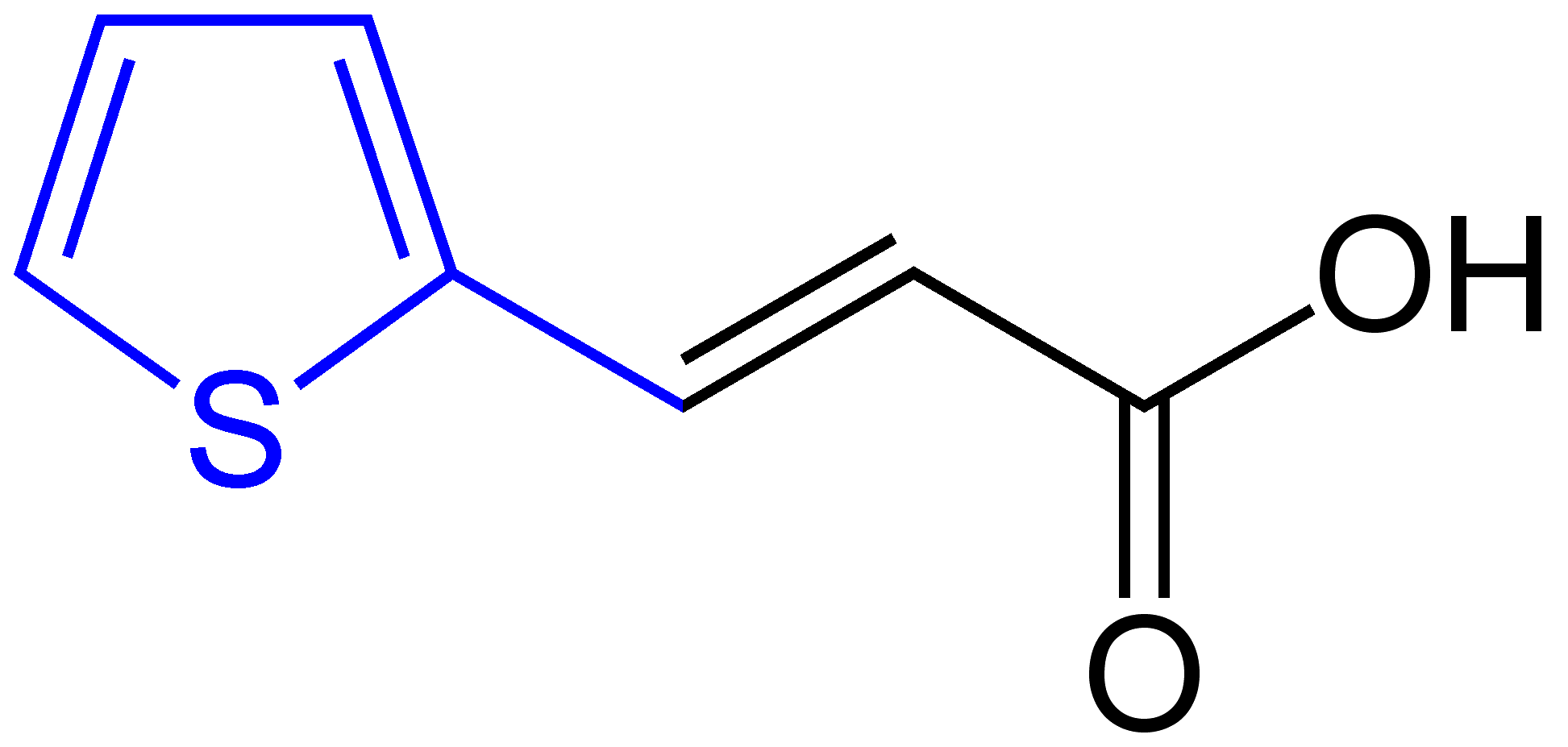
grupa 2-tienylowa w kwasie (E)-3-(2-tienylo)akrylowym
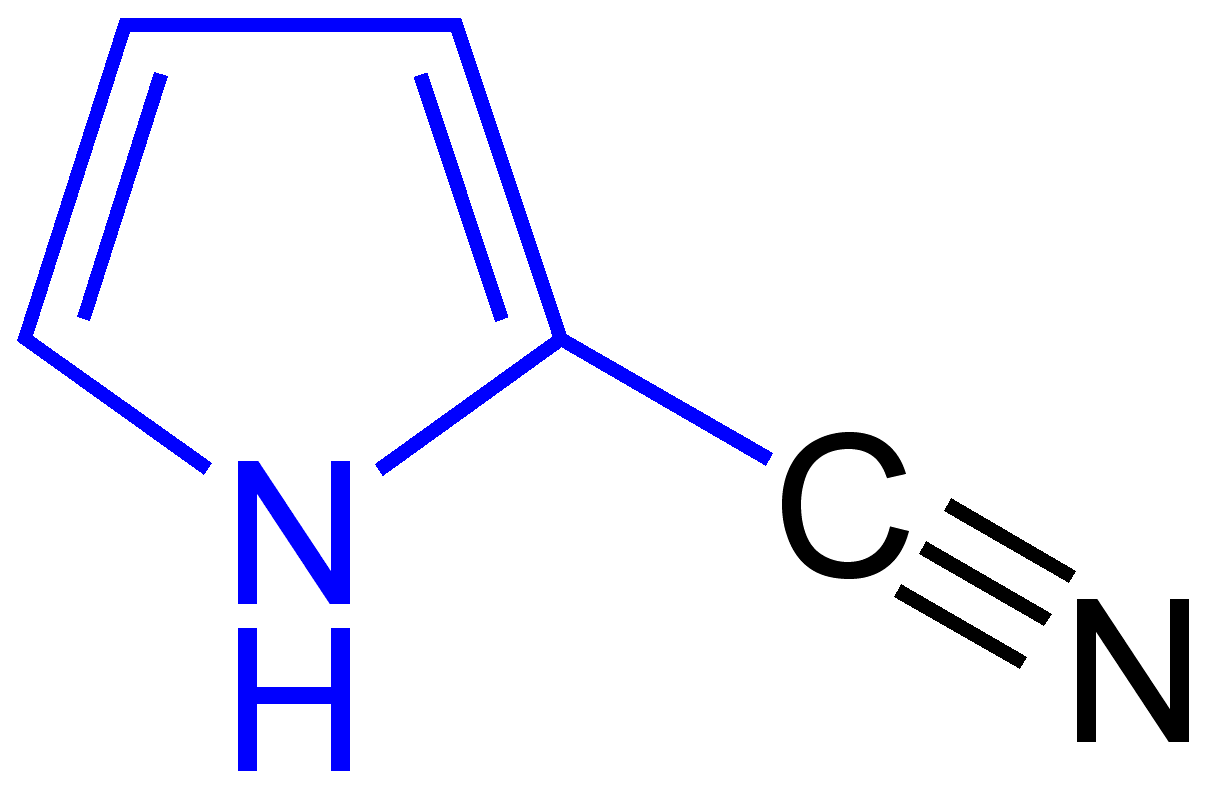
grupa 2-pirolilowa w pirolo-2-karbonitrylu
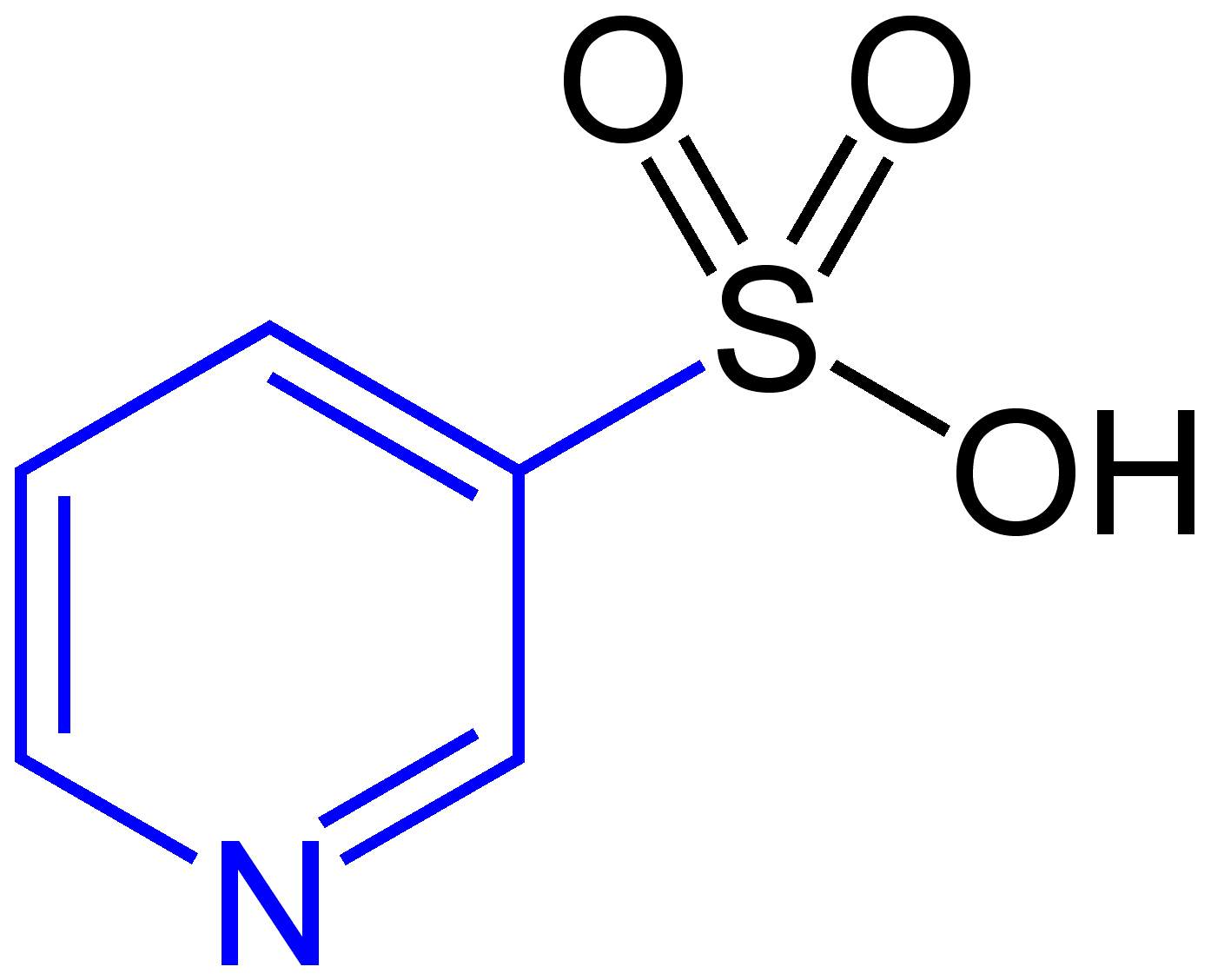
grupa 3-pirydylowa w kwasie pirydylo-3-sulfonowym
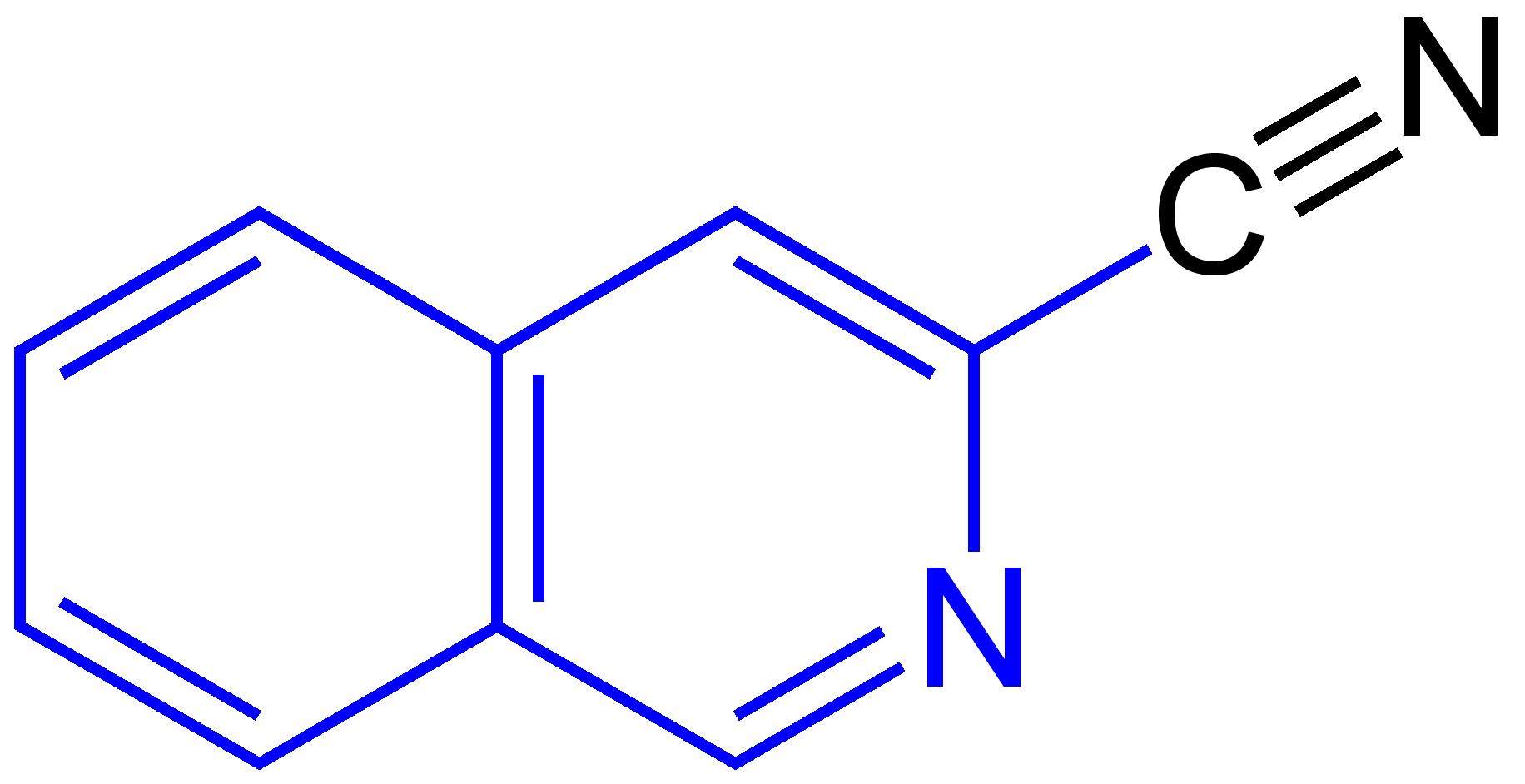
grupa 3-izochinolinylowa (lub 3-izochinolilowa) w 3-izochinolinokarbonitrylu
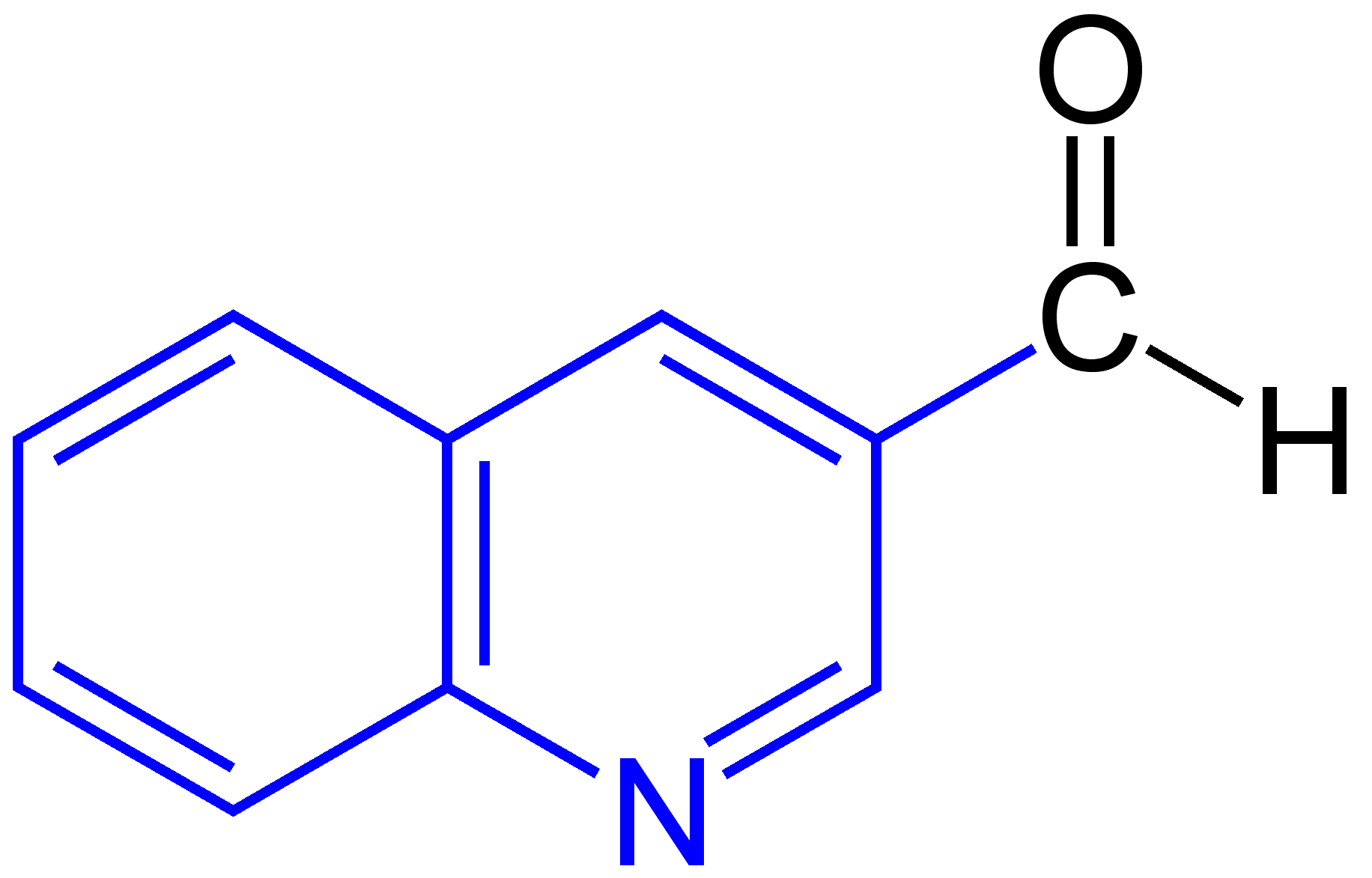
grupa 3-chinolinylowa (lub 3-chinolilowa) w chinolino-3-karboaldehydzie